# Sverrir Ingason
Sverrir Ingi Ingason (Kópavogur, 5 agosto 1993) è un calciatore islandese, difensore del Panathīnaïkos e della nazionale islandese.

## Carriera

### Club

#### Breiðablik
Ingason ha debuttato nell'Úrvalsdeild il 6 maggio 2012: è stato schierato titolare nella sconfitta casalinga per 0-1 contro l'ÍA Akranes. Il 20 giugno ha realizzato la prima rete nella massima divisione islandese, contribuendo alla vittoria per 2-1 sul KR Reykjavík.

#### Viking
Il 6 dicembre 2013 i norvegesi del Viking hanno annunciato di aver raggiunto un accordo economico con il Breiðablik per l'acquisizione del calciatore, a patto che questi superasse le visite mediche previste qualche giorno dopo. Il 10 dicembre il trasferimento è stato ufficializzato e Ingason si è legato al nuovo club con un contratto triennale, valido a partire dal 1º gennaio 2014.

#### Lokeren
Il 3 febbraio 2015, i belgi del Lokeren hanno annunciato d'aver ingaggiato il giocatore, che si è legato al nuovo club con un contratto valido per i successivi tre anni e mezzo.

#### Granada
Il 19 gennaio 2017, gli spagnoli del Granada – militanti in Primera División – hanno reso noto d'aver ingaggiato Ingason, che si è legato al club fino al 30 giugno 2020.

### Nazionale
Ingason ha rappresentato le nazionali Under-17, Under-19 e Under-21 dell'Islanda. Ha debuttato per la formazione Under-21 il 10 settembre 2012, schierato titolare nella sconfitta per 5-0 contro il Belgio.
Il 21 gennaio 2014 ha esordito in nazionale maggiore nell'amichevole Islanda-Svezia (0-2).
Viene convocato per gli Europei 2016 in Francia e successivamente per i Mondiali 2018 in Russia.

## Statistiche

### Presenze e reti nei club
Statistiche aggiornate al 27 febbraio 2019.
| Stagione              | Club                  | Campionato            | Campionato | Campionato | Coppe nazionali | Coppe nazionali | Coppe nazionali | Coppe continentali | Coppe continentali | Coppe continentali | Supercoppe | Supercoppe | Supercoppe | Totale | Totale |
| Stagione              | Club                  | Comp                  | Pres       | Reti       | Comp            | Pres            | Reti            | Comp               | Pres               | Reti               | Comp       | Pres       | Reti       | Pres   | Reti   |
| --------------------- | --------------------- | --------------------- | ---------- | ---------- | --------------- | --------------- | --------------- | ------------------ | ------------------ | ------------------ | ---------- | ---------- | ---------- | ------ | ------ |
| 2010                  | Breiðablik            | UD                    | 0          | 0          | CI+CdL          | 0+?             | 0+?             | UEL                | 0                  | 0                  | -          | -          | -          | 0      | 0      |
| 2011                  | Breiðablik            | UD                    | 0          | 0          | CI+CdL          | 0+?             | 0+?             | UEL                | 0                  | 0                  | -          | -          | -          | 0      | 0      |
| 2012                  | Breiðablik            | UD                    | 21         | 2          | CI+CdL          | 2+?             | 1+?             | -                  | -                  | -                  | -          | -          | -          | 23     | 3      |
| 2013                  | Breiðablik            | UD                    | 21         | 0          | CI+CdL          | 4+?             | 1+?             | UEL                | 6                  | 0                  | -          | -          | -          | 31     | 1      |
| Totale Breiðablik     | Totale Breiðablik     | Totale Breiðablik     | 42         | 2          |                 | 6+              | 2+              |                    | 6                  | 0                  |            | -          | -          | 54+    | 4+     |
| 2014                  | Viking                | ES                    | 29         | 3          | CN              | 5               | 1               | -                  | -                  | -                  | -          | -          | -          | 34     | 4      |
| feb.-giu. 2015-2016   | Lokeren               | D1                    | 0          | 0          | CB              | -               | -               | UEL                | -                  | -                  | -          | -          | -          | 0      | 0      |
| 2016-2017             | Granada               | PD                    | 17         | 1          | CR              | 0               | 0               |                    | -                  | -                  |            | -          | -          | 17     | 1      |
| 2017-2018             | Rostov                | PL                    | 28         | 3          | CR              | 2               | 0               |                    | -                  | -                  |            | -          | -          | 30     | 3      |
| 2018-2019             | Rostov                | PL                    | 13         | 2          | CR              | 1               | 0               |                    | -                  | -                  |            | -          | -          | 14     | 2      |
| Totale Rostov         | Totale Rostov         | Totale Rostov         | 41         | 5          |                 | 3               | 0               |                    | 0                  | 0                  |            | -          | -          | 44     | 5      |
| gen.-giu. 2019        | PAOK                  | SL                    | 1          | 0          | CG              | 5               | 0               | -                  | -                  | -                  | -          | -          | -          | 6      | 0      |
| 2019-2020             | PAOK                  | SL                    | 28         | 4          | CG              | 6               | 0               | -                  | -                  | -                  | -          | -          | -          | 34     | 4      |
| 2020-2021             | PAOK                  | SL                    | 26         | 5          | CG              | 5               | 1               | UCL+UEL            | 4+4                | 0+0                | -          | -          | -          | 39     | 6      |
| 2021-2022             | PAOK                  | SL                    | 12         | 2          | CG              | 4               | 0               | UECL               | 3                  | 0                  | -          | -          | -          | 19     | 2      |
| Totale PAOK Salonicco | Totale PAOK Salonicco | Totale PAOK Salonicco | 66         | 11         |                 | 15              | 1               |                    | 11                 | 0                  |            | -          | -          | 92     | 12     |
| Totale Carriera       | Totale Carriera       | Totale Carriera       | 256        | 23         |                 | 34              | 2               |                    | 17                 | 1                  |            | -          | -          | 320    | 28     |

### Cronologia presenze e reti in nazionale
| Cronologia completa delle presenze e delle reti in nazionale ― Islanda | Cronologia completa delle presenze e delle reti in nazionale ― Islanda | Cronologia completa delle presenze e delle reti in nazionale ― Islanda | Cronologia completa delle presenze e delle reti in nazionale ― Islanda | Cronologia completa delle presenze e delle reti in nazionale ― Islanda | Cronologia completa delle presenze e delle reti in nazionale ― Islanda | Cronologia completa delle presenze e delle reti in nazionale ― Islanda | Cronologia completa delle presenze e delle reti in nazionale ― Islanda |
| Data                                                                   | Città                                                                  | In casa                                                                | Risultato                                                              | Ospiti                                                                 | Competizione                                                           | Reti                                                                   | Note                                                                   |
| ---------------------------------------------------------------------- | ---------------------------------------------------------------------- | ---------------------------------------------------------------------- | ---------------------------------------------------------------------- | ---------------------------------------------------------------------- | ---------------------------------------------------------------------- | ---------------------------------------------------------------------- | ---------------------------------------------------------------------- |
| 21-1-2014                                                              | Abu Dhabi                                                              | Svezia                                                                 | 2 – 0                                                                  | Islanda                                                                | Amichevole                                                             | -                                                                      | 57’                                                                    |
| 16-1-2015                                                              | Orlando                                                                | Canada                                                                 | 1 – 2                                                                  | Islanda                                                                | Amichevole                                                             | -                                                                      |                                                                        |
| 17-11-2015                                                             | Žilina                                                                 | Slovacchia                                                             | 3 – 1                                                                  | Austria                                                                | Amichevole                                                             | -                                                                      |                                                                        |
| 29-3-2016                                                              | Il Pireo                                                               | Grecia                                                                 | 2 – 3                                                                  | Islanda                                                                | Amichevole                                                             | 1                                                                      |                                                                        |
| 1-6-2016                                                               | Oslo                                                                   | Norvegia                                                               | 3 – 2                                                                  | Islanda                                                                | Amichevole                                                             | 1                                                                      |                                                                        |
| 6-6-2016                                                               | Reykjavík                                                              | Islanda                                                                | 4 – 0                                                                  | Norvegia                                                               | Amichevole                                                             | -                                                                      |                                                                        |
| 22-6-2016                                                              | Saint-Denis                                                            | Islanda                                                                | 2 – 1                                                                  | Austria                                                                | Euro 2016 - 1º turno                                                   | -                                                                      | 86’                                                                    |
| 3-7-2016                                                               | Saint-Denis                                                            | Francia                                                                | 5 – 2                                                                  | Islanda                                                                | Euro 2016 - Quarti di finale                                           | -                                                                      | 46’                                                                    |
| 15-11-2016                                                             | Ta' Qali                                                               | Malta                                                                  | 0 – 2                                                                  | Islanda                                                                | Amichevole                                                             | 1                                                                      |                                                                        |
| 28-3-2017                                                              | Dublino                                                                | Irlanda                                                                | 0 – 1                                                                  | Islanda                                                                | Amichevole                                                             | -                                                                      | 66’                                                                    |
| 11-6-2017                                                              | Reykjavík                                                              | Islanda                                                                | 1 – 0                                                                  | Croazia                                                                | Qual. Mondiali 2018                                                    | -                                                                      | 90+1’                                                                  |
| 5-9-2017                                                               | Reykjavík                                                              | Islanda                                                                | 2 – 0                                                                  | Ucraina                                                                | Qual. Mondiali 2018                                                    | -                                                                      |                                                                        |
| 6-10-2017                                                              | Eskişehir                                                              | Turchia                                                                | 0 – 3                                                                  | Islanda                                                                | Qual. Mondiali 2018                                                    | -                                                                      | 65’                                                                    |
| 9-10-2017                                                              | Reykjavík                                                              | Islanda                                                                | 2 – 0                                                                  | Kosovo                                                                 | Qual. Mondiali 2018                                                    | -                                                                      | 79’                                                                    |
| 8-11-2017                                                              | Doha                                                                   | Islanda                                                                | 1 – 2                                                                  | Rep. Ceca                                                              | Amichevole                                                             | -                                                                      | 75’                                                                    |
| 14-11-2017                                                             | Doha                                                                   | Qatar                                                                  | 1 – 1                                                                  | Islanda                                                                | Amichevole                                                             | -                                                                      | 53’                                                                    |
| 24-3-2018                                                              | Santa Clara                                                            | Messico                                                                | 3 – 0                                                                  | Islanda                                                                | Amichevole                                                             | -                                                                      | 90’                                                                    |
| 28-3-2018                                                              | Lipsia                                                                 | Perù                                                                   | 3 – 1                                                                  | Islanda                                                                | Amichevole                                                             | -                                                                      | 77’                                                                    |
| 2-6-2018                                                               | Reykjavík                                                              | Islanda                                                                | 2 – 3                                                                  | Norvegia                                                               | Amichevole                                                             | -                                                                      | 46’                                                                    |
| 7-6-2018                                                               | Reykjavík                                                              | Islanda                                                                | 2 – 2                                                                  | Ghana                                                                  | Amichevole                                                             | -                                                                      | 76’                                                                    |
| 22-6-2018                                                              | Volgograd                                                              | Nigeria                                                                | 2 – 0                                                                  | Islanda                                                                | Mondiali 2018 - 1º turno                                               | -                                                                      | 65’                                                                    |
| 26-6-2018                                                              | Rostov                                                                 | Islanda                                                                | 1 – 2                                                                  | Croazia                                                                | Mondiali 2018 - 1º turno                                               | -                                                                      |                                                                        |
| 8-9-2018                                                               | San Gallo                                                              | Svizzera                                                               | 6 – 0                                                                  | Islanda                                                                | UEFA Nations League 2018-2019 - 1º turno                               | -                                                                      |                                                                        |
| 11-9-2018                                                              | Reykjavík                                                              | Islanda                                                                | 0 – 3                                                                  | Belgio                                                                 | UEFA Nations League 2018-2019 - 1º turno                               | -                                                                      |                                                                        |
| 15-11-2018                                                             | Bruxelles                                                              | Belgio                                                                 | 2 – 0                                                                  | Islanda                                                                | UEFA Nations League 2018-2019 - 1º turno                               | -                                                                      |                                                                        |
| 19-11-2018                                                             | Eupen                                                                  | Qatar                                                                  | 2 – 2                                                                  | Islanda                                                                | Amichevole                                                             | -                                                                      |                                                                        |
| 25-3-2019                                                              | Saint-Denis                                                            | Francia                                                                | 4 – 0                                                                  | Islanda                                                                | Qual. Euro 2020                                                        | -                                                                      |                                                                        |
| 14-10-2019                                                             | Reykjavík                                                              | Islanda                                                                | 2 – 0                                                                  | Andorra                                                                | Qual. Euro 2020                                                        | -                                                                      | 68’                                                                    |
| 17-11-2019                                                             | Chișinău                                                               | Moldavia                                                               | 1 – 2                                                                  | Islanda                                                                | Qual. Euro 2020                                                        | -                                                                      |                                                                        |
| 5-9-2020                                                               | Reykjavík                                                              | Islanda                                                                | 0 – 1                                                                  | Inghilterra                                                            | UEFA Nations League 2020-2021 - 1º turno                               | -                                                                      | 32’, 89’                                                               |
| 8-10-2020                                                              | Reykjavík                                                              | Islanda                                                                | 2 – 1                                                                  | Romania                                                                | Qual. Euro 2020                                                        | -                                                                      | 86’                                                                    |
| 11-10-2020                                                             | Reykjavík                                                              | Islanda                                                                | 0 – 3                                                                  | Danimarca                                                              | UEFA Nations League 2020-2021 - 1º turno                               | -                                                                      |                                                                        |
| 14-10-2020                                                             | Reykjavík                                                              | Islanda                                                                | 1 – 2                                                                  | Belgio                                                                 | UEFA Nations League 2020-2021 - 1º turno                               | -                                                                      |                                                                        |
| 12-11-2020                                                             | Budapest                                                               | Ungheria                                                               | 2 – 1                                                                  | Islanda                                                                | Qual. Euro 2020                                                        | -                                                                      | 87’ 90+5’                                                              |
| 15-11-2020                                                             | Copenaghen                                                             | Danimarca                                                              | 2 – 1                                                                  | Islanda                                                                | UEFA Nations League 2020-2021 - 1º turno                               | -                                                                      |                                                                        |
| 18-11-2020                                                             | Londra                                                                 | Inghilterra                                                            | 4 – 0                                                                  | Islanda                                                                | UEFA Nations League 2020-2021 - 1º turno                               | -                                                                      | 49’                                                                    |
| 25-3-2021                                                              | Duisburg                                                               | Germania                                                               | 3 – 0                                                                  | Islanda                                                                | Qual. Mondiali 2022                                                    | -                                                                      |                                                                        |
| 28-3-2021                                                              | Erevan                                                                 | Armenia                                                                | 2 – 0                                                                  | Islanda                                                                | Qual. Mondiali 2022                                                    | -                                                                      | 63’                                                                    |
| 31-3-2021                                                              | Vaduz                                                                  | Liechtenstein                                                          | 1 – 4                                                                  | Islanda                                                                | Qual. Mondiali 2022                                                    | -                                                                      |                                                                        |
| 16-11-2022                                                             | Kaunas                                                                 | Lituania                                                               | 0 – 0 (5 – 6 dtr)                                                      | Islanda                                                                | Coppa del Baltico 2022                                                 | -                                                                      | 25’                                                                    |
| 17-6-2023                                                              | Reykjavík                                                              | Islanda                                                                | 1 – 2                                                                  | Slovacchia                                                             | Qual. Euro 2024                                                        | -                                                                      |                                                                        |
| 20-6-2023                                                              | Reykjavík                                                              | Islanda                                                                | 0 – 1                                                                  | Portogallo                                                             | Qual. Euro 2024                                                        | -                                                                      |                                                                        |
| 13-10-2023                                                             | Reykjavík                                                              | Islanda                                                                | 1 – 1                                                                  | Lussemburgo                                                            | Qual. Euro 2024                                                        | -                                                                      | cap. 66’                                                               |
| 16-10-2023                                                             | Reykjavík                                                              | Islanda                                                                | 4 – 0                                                                  | Liechtenstein                                                          | Qual. Euro 2024                                                        | -                                                                      | cap.                                                                   |
| 16-11-2023                                                             | Bratislava                                                             | Slovacchia                                                             | 4 – 2                                                                  | Islanda                                                                | Qual. Euro 2024                                                        | -                                                                      |                                                                        |
| 19-11-2023                                                             | Lisbona                                                                | Portogallo                                                             | 2 – 0                                                                  | Islanda                                                                | Qual. Euro 2024                                                        | -                                                                      |                                                                        |
| 17-1-2024                                                              | Fort Lauderdale                                                        | Honduras                                                               | 0 – 2                                                                  | Islanda                                                                | Amichevole                                                             | -                                                                      | cap. 69’                                                               |
| 21-3-2024                                                              | Budapest                                                               | Israele                                                                | 1 – 4                                                                  | Islanda                                                                | Qual. Euro 2024                                                        | -                                                                      | cap.                                                                   |
| 26-3-2024                                                              | Breslavia                                                              | Ucraina                                                                | 2 – 1                                                                  | Islanda                                                                | Qual. Euro 2024                                                        | -                                                                      | 56’                                                                    |
| 7-6-2024                                                               | Londra                                                                 | Inghilterra                                                            | 0 – 1                                                                  | Islanda                                                                | Amichevole                                                             | -                                                                      | 45+1’                                                                  |
| 10-6-2024                                                              | Rotterdam                                                              | Paesi Bassi                                                            | 4 – 0                                                                  | Islanda                                                                | Amichevole                                                             | -                                                                      | 85’                                                                    |
| 11-10-2024                                                             | Reykjavík                                                              | Islanda                                                                | 2 – 2                                                                  | Galles                                                                 | UEFA Nations League 2024-2025 - 1º turno                               | -                                                                      |                                                                        |
| 14-10-2024                                                             | Reykjavík                                                              | Islanda                                                                | 2 – 4                                                                  | Turchia                                                                | UEFA Nations League 2024-2025 - 1º turno                               | -                                                                      |                                                                        |
| 16-11-2024                                                             | Nikšić                                                                 | Montenegro                                                             | 0 – 2                                                                  | Islanda                                                                | UEFA Nations League 2024-2025 - 1º turno                               | -                                                                      |                                                                        |
| 19-11-2024                                                             | Cardiff                                                                | Galles                                                                 | 4 – 1                                                                  | Islanda                                                                | UEFA Nations League 2024-2025 - 1º turno                               | -                                                                      |                                                                        |
| 20-3-2025                                                              | Pristina                                                               | Kosovo                                                                 | 2 – 1                                                                  | Islanda                                                                | UEFA Nations League 2024-2025 - Play-off                               | -                                                                      |                                                                        |
| 23-3-2025                                                              | Murcia                                                                 | Islanda                                                                | 1 – 3                                                                  | Kosovo                                                                 | UEFA Nations League 2024-2025 - Play-off                               | -                                                                      |                                                                        |
| 6-6-2025                                                               | Glasgow                                                                | Scozia                                                                 | 1 – 3                                                                  | Islanda                                                                | Amichevole                                                             | -                                                                      | 77’                                                                    |
| 10-6-2025                                                              | Belfast                                                                | Irlanda del Nord                                                       | 1 – 0                                                                  | Islanda                                                                | Amichevole                                                             | -                                                                      |                                                                        |
| Totale                                                                 |                                                                        | Presenze                                                               | 59                                                                     |                                                                        | Reti                                                                   | 3                                                                      |                                                                        |

## Palmarès

### Club

#### Competizioni nazionali
- Coppa di Lega islandese: 1

Breiðablik: 2013
- Campionato greco: 1

PAOK: 2018-2019
- Coppa di Grecia: 2

PAOK: 2018-2019, 2020-2021

### Nazionale
- Coppa del Baltico: 1

2022